# La ronda del plaer
La ronda del plaer (A mezzanotte va la ronda del piacere) és un pel·lícula italiana de Marcello Fondato, estrenada el 1975, amb Claudia Cardinale, Vittorio Gassman i Monica Vitti. Ha estat doblada al català.

## Argument
Tina és acusada d'haver matat el seu marit, Gino. Gabriella, l'esposa d'un enginyer, es troba sent jurat en el procés de Tina. Està convençuda de la innocència de Tina.

## Repartiment
- Vittorio Gassman: Andrea Sansoni
- Claudia Cardinale: Gabriella Sansoni
- Giancarlo Giannini: Gino
- Monica Vitti: Tina
- Renato Pozzetto: Fulvio